# کیلاین (کارولینای جنوبی)
کیلاین(به انگلیسی: Kline) شهری در ایالت کارولینای جنوبی کشور ایالات متحده آمریکا است که جمعیت آن در سرشماری سال ۲۰۱۰ میلادی، ۱۹۷ نفر بوده‌است.